# Kampfraum

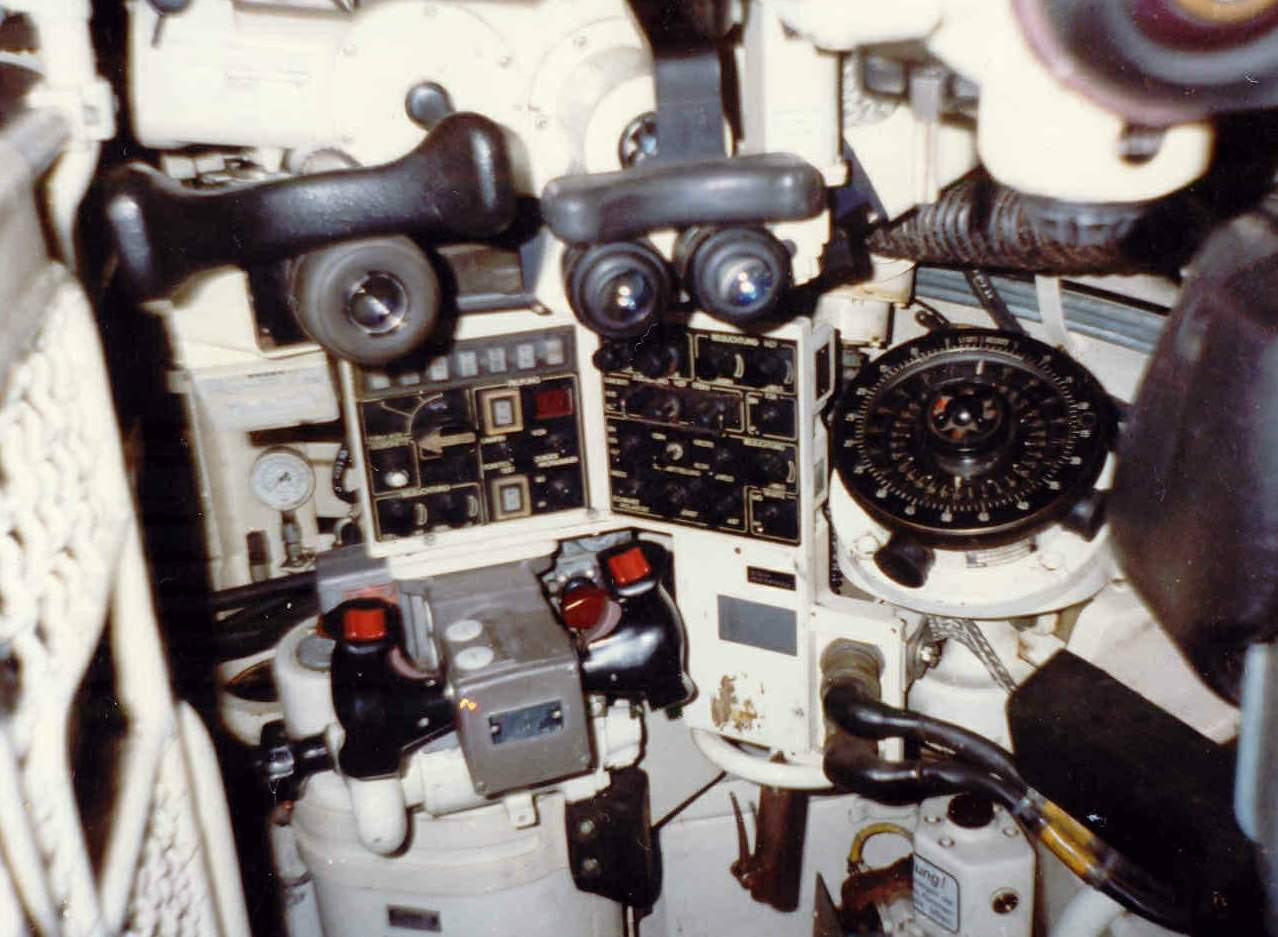
Kampfraum (hier: Platz Richtschütze) im Leopard 1A5

Kampfraum bezeichnet das Innere eines militärischen Fahrzeuges, in dem die Waffen bedient werden.
In einer Panzerhaubitze befinden sich die Kanoniere und der Geschützführer im Kampfraum, der durch die Wanne und den Turm definiert ist. Hier befindet sich die gesamte Technik (Hydraulik, Verschluss, Geschossmagazin, Treibladungsbehälter, BV usw.). Beim Kampfpanzer sind dieses der Ladeschütze, der Richtschütze und der Kommandant.
Ein Gefechtsraum wird teilweise ebenfalls als Kampfraum bezeichnet; Beispiel: Kampfraum Südosteuropa (Zweiter Weltkrieg).